# Strzelecka Koleba
Strzelecka Koleba lub Strzelecka Koliba – duża rówień w dolinie Pańszczycy w polskich Tatrach Wysokich. Znajduje się na wysokości około 1320–1340 m n.p.m. wokół środkowej części potoku Łasicowa Woda (Jasicowa Woda). W niedużej odległości od niej (około 400 m) w kierunku północno-wschodnim znajduje się domek myśliwski. Na Strzeleckiej Kolebie jest niewielka, szczątkowa polana i niewielki stawek, poza tym całe te tereny porasta las. Dawniej były to tereny pasterskie Hali Pańszczyca. Nie prowadzi tędy żaden szlak turystyczny, na mapie zaznaczona jest jednak prowadząca do Strzeleckiej Koleby droga leśna odgałęziająca się od drogi, którą poprowadzono czerwony szlak turystyczny z Psiej Trawki przez Waksmundzką Rówień i Wodogrzmoty Mickiewicza do Morskiego Oka. Droga ta odgałęzia się niedaleko za Psią Trawką.